# Abschied in der Dämmerung
Abschied in der Dämmerung (japanisch 浮草, Ukigusa) ist ein japanischer Film des Regisseurs Yasujirō Ozu aus dem Jahr 1959 mit Ganjirō Nakamura und Machiko Kyō in den Hauptrollen. Der Film ist eine Wiederaufnahme des Stummfilms Eine Geschichte über Wasserpflanzen aus dem Jahr 1934.

## Handlung
Der Film beginnt mit einer Hafenszene: Während eines heißen Sommers im Jahr 1958 wartet man an der Seto-Inlandsee auf das Fährschiff. Eine reisende Theatertruppe, angeführt von ihrem führenden Schauspieler und Leiter der Truppe Komajūrō kommt an. Die Mitglieder der Truppe gehen im Ort umher, um ihre Kabuki-Vorstellung anzukündigen. Frauen sehen aus dem Fenster den Schauspielern nach. Der Theaterbesitzer erscheint und spendiert zwei Flaschen Sake.
Komajūrō besucht inzwischen seine frühere Mätresse Oyoshi, die er 12 Jahre nicht gesehen hat. Sie betreibt in dem Ort einen kleinen Imbiss. Sie haben einen erwachsenen Sohn, Kiyoshi, der als kleiner Angestellter in einem Postamt arbeitet und der auf die Universität möchte. Er weiß aber nicht, wer Komajūrō ist und hält ihn für seinen Onkel. Komajūrō nimmt ihn mit zum Fischen an der See. Nach Szenen aus einer Kabuki-Aufführung sieht man die Männer der Truppe auf der Suche nach einer Frau.
Sumiko, die führende Schauspielerin der Truppe und derzeitige Mätresse Komajūrōs, bekommt mit, dass Komajūrō Oyoshi besucht hat, wird eifersüchtig und sucht Oyoshis Imbissstube auf. Dort spielen gerade Komajūrō und Kiyoshi eine Partie Shōgi. Komajūrō kommt herunter und schickt sie fort, bevor sie etwas sagen kann. Er folgt ihr dann im strömenden Regen, es kommt zu einer Auseinandersetzung. Sumiko nennt ihn undankbar und führt Beispiele an, wo sie ihm in der Vergangenheit aus der Patsche geholfen hat. Er wehrt sich und betont, dass sein Sohn etwas Höheres ist als sie.
An einem Ruhetag bietet Sumiko Kayo, einer hübschen jungen Schauspielerin, Geld an und drängt sie, Kiyoshi zu verführen. Obwohl Kayo das erst ablehnt, gibt sie schließlich nach. Sie sucht Kiyoshi in der Post auf und verführt ihn. Als sie Kiyoshi dann etwas näher kennen lernt, verliebt sie sich ihn und beschließt, Kiyoshi die Wahrheit zu sagen. Ihn kümmere das nicht, sagt er, und die Beziehung wird enger.
Als Komajūrō die Beziehung entdeckt, stellt er Kayo zur Rede. Sie erzählt ihm, dass die Geschichte auf Sumikos Betreiben angefangen hätte, aber dass sie Kiyoshi nun nicht des Geldes wegen sähe, sondern dass sie ihn wirklich liebe. Komajūrō hat daraufhin eine heftige Auseinandersetzung mit Sumiko und weigert sich, ihre Abbitte zu hören.
Der Manager der Truppe ist verschwunden, und das Geschäft läuft schlecht. Komajūrō bleibt nichts anderes übrig, als die Truppe aufzulösen. Er geht zu Oyoshi und erzählt ihr von der Auflösung der Truppe. Oyoshi überredet ihn, Kiyoshi die Wahrheit über seine Vaterschaft zu sagen und bei ihr zu bleiben, nun als Familie. Komajūrō stimmt zu. – Kiyoshi ist verschwunden (er verbringt den Abend mit Kayo in einer kleinen Absteige), beide sind in Sorge.
Als dann aber Kiyoshi mit Kayo zurückkommt, ist Komajūrō so verärgert, dass es zu einer tätlichen Auseinandersetzung zwischen ihm und Kiyoshi kommt. Oyoshi sagt ihrem Sohn nun die Wahrheit über die Vaterschaft, aber Kiyoshi weigert sich, das anzunehmen und verschwindet in seinem Zimmer. Komajūrō entscheidet sich nun, doch nicht zu bleiben. Kayo will mitgehen, aber Komajūrō bittet sie, zu bleiben und Kiyoshi zu unterstützen. Kiyoshi hat sich schließlich beruhigt und kommt, um Komajūrō zu sehen. Der aber ist inzwischen gegangen.
Am Bahnhof will Komajūrō sich eine Zigarette anzünden, hat aber kein Feuer. Sumiko, die neben ihm sitzt, hilft ihm mit einem Streichholz aus. Sie fragt ihn, wohin er nun gehen würde, sie selbst wisse es nicht. Die beiden versöhnen sich, und Sumiko entscheidet sich, Komajūrō bei der Aufstellung einer neuen Theatergruppe in Kuwana zu unterstützen. – In der letzten Szene sieht man, wie im Zug nach Kuwana Sumiko sich um Komajūrō kümmert und ihm Sake einschenkt.
Der Film schließt mit dem Blick auf den Zug, der ins Dunkle fährt, während die Rücklichter rot leuchten.

## Hintergrund
Der Farbfilm ist eine Wiederaufnahme des Stummfilms „Eine Geschichte über Wasserpflanzen“ aus dem Jahr 1934, wobei Wasserpflanzen richtiger – und hier auch sinnvoller – mit Treibgras zu übersetzen wäre. Im Speziellen ist ukigusa der japanische Name der Vielwurzeligen Teichlinse. Der Theatertruppenleiter Komajūrō kann sich nicht zum sesshaften Leben entschließen und bleibt letztlich doch lieber wurzellos. – Der Film spielt in einem Küstenort und ist aufwändig mit Straßen und Gebäuden in traditioneller Art inszeniert. – Hideo Mitsui, der hier als Kichinosuke auftritt, spielte schon in der Fassung von 1934 mit.
Für die Musik konnte Ozu den Komponisten ernster Musik Toshirō Mayuzumi gewinnen.

## DVD-Veröffentlichung
Der Film ist unter dem englischen Titel Floating Weeds als Set (DVD und Blu-Ray) erhältlich.